# Fiord de Roskilde
El fiord de Roskilde (a danès, Roskilde Fjord) és una entrant de l'estret Kattegat a la part nord de l'illa de Selàndia (Dinamarca). S'estén de nord a sud. Amb 41,4 km des de la part més interior fins a la desembocadura, és un dels fiords danesos més llargs.

## Geografia
És un fiord estret, de 74 km². La seva desembocadura es troba a l'extrem nord-oest, entre la localitat de Kulhuse i Sølager (part de Hundested), on uneix les seves aigües amb les de Isefjord. Al sud s'eixampla i es ramifica en dos. La seva part més interior és la badia de Lejre, al sud-oest. En la branca sud-est es troba la ciutat de Roskilde, a la qual deu el seu nom. La península de Hornsherred separa el fiord de Roskilde i el Isefjord.
Gran part de les seves aigües són poc profundes, amb una mitjana de 5 m, però una altra part és apta per navegar. Al llarg de la costa hi ha maresmes i dipòsits de sorra i roques al costat de la platja. Disposa d'unes 30 illes petites i illots.

## Vida silvestre
El fiord de Roskilde és una de les principals àrees de nidificació d'aus aquàtiques i des del 1995 és àrea protegida per a la vida silvestre. Això implica la prohibició de la caça i de la navegació amb motor en diverses zones del fiord. És un santuari d'importància internacional per al cigne cantor, el cigne vulgar, el porró emplomallat, el porró osculado, la serreta gran i la fotja.

## Història

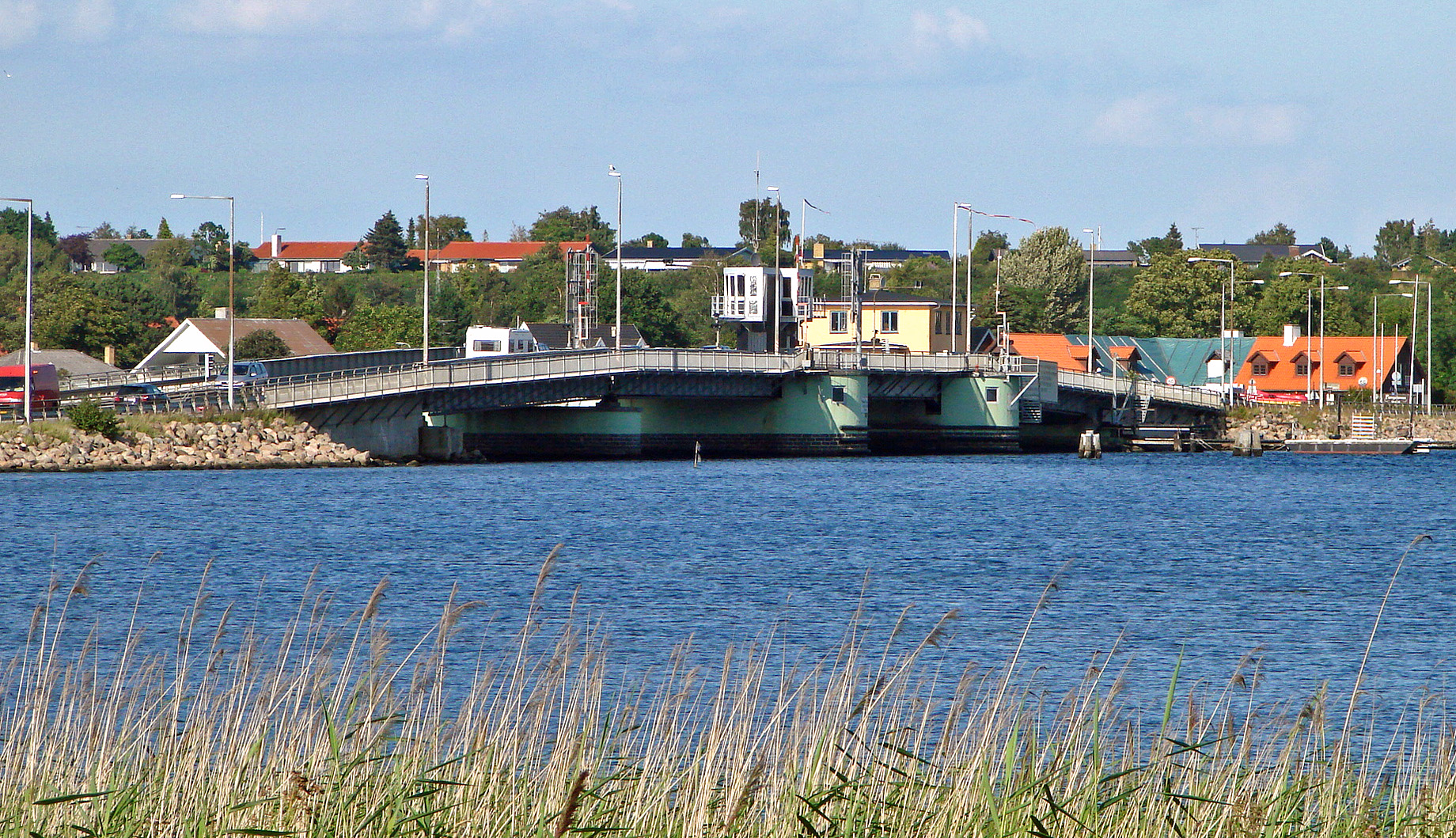
Pont Príncep Hereu Frederic, a Frederikssund.

A la zona costera hi ha diverses restes d'assentaments de l'Edat de Pedra. A mitjans del segle xi, en l'Era dels Vikings, cinc vaixells van ser enfonsats deliberadament a l'altura de Skuldelev per protegir la navegació cap a la ciutat de Roskilde. Aquests vaixells es van descobrir el 1962 i per a la seva conservació i exhibició es va construir el Museu de vaixells vikings de Roskilde.
El 1717 es va iniciar la construcció del canal Arresø, que uneix el llac del mateix nom amb el fiord de Roskilde a través de la ciutat de Frederiksværk. El canal va ser construït per soldats danesos i presoners de guerra suecs de la Gran Guerra de el Nord.
En la segona meitat de segle xix van haver rutes de vaixells de vapor en el fiord entre Roskilde i localitats litorals i entre aquella i Nykøbing Sjælland. L'última fase d'aquesta ruta, entre Roskilde i Gershøj, va romandre activa fins a finals de la dècada de 1950.
El 1868 es va construir el primer pont sobre el fiord, el pont Príncep Hereu Frederic, que uneix la ciutat de Frederikssund amb la península de Hornsherred. Originalment de pontons, el 1935 va ser substituït per l'actual pont llevadís. Entre 1928 i 1936 hi va haver un pont ferroviari de 300 m al sud del pont Príncep Hereu Frederic. Entre Kulhuse i Hundested, a la desembocadura del fiord, hi ha una ruta de transbordador.